# Ищи свет
«Ищи свет» (англ. Look for the Light) — девятый и финальный эпизод первого сезона американского постапокалиптического телесериала «Одни из нас». Премьера эпизода состоялась 12 марта 2023 года на канале HBO. Сценарий эпизода написан авторами сериала — Крейг Мейзин и Нил Дракманн, а его режиссёром стал Али Аббаси. В эпизоде Джоэл (Педро Паскаль) и Элли (Белла Рамзи) добираются до Солт-Лейк-Сити (Юта) в поисках больницы, которой управляют «Цикады» во главе с Марлин (Мерл Дэндридж). В воспоминании мать Элли, Анна (Эшли Джонсон), вынуждена рожать при тяжёлых обстоятельствах.
Эпизод был снят в мае 2022 года в Калгари и Гранд-Прери (Альберта). Эшли Джонсон, исполнившая роль Элли в видеоиграх, на которых основан сериал, появилась в приглашённой роли Анны, матери Элли. Дракманн придумал историю Анны для игры или связанных проектов, но не использовал её до выхода телесериала. Эпизод получил положительные отзывы, похвалу получили режиссёры, операторы, музыка и игра Паскаля, Рамзи и Джонсон, хотя некоторые критики сочли темп повествования слишком поспешным. В первый день эпизод посмотрели 8,2 миллиона зрителей.

## Сюжет
Во флешбэке беременная женщина по имени Анна (Эшли Джонсон) спасается от заражённого и прячется в доме. Заражённый прорывается внутрь и кусает Анну, после чего она рожает девочку Элли. Некоторое время спустя их находят Марлин (Мерл Дэндридж) и группа «Цикад». Анна просит Марлин убить её и отвести Элли в Бостон, Массачусетс; Марлин нехотя убивает Анну и уходит с Элли.
В настоящее время в Солт-Лейк-Сити, Юта, Элли (Белла Рамзи) ведёт себя отстранённо по отношению к Джоэлу (Педро Паскаль), пока не обнаруживает стадо жирафов. Джоэл говорит Элли, что они могут вернуться в общину Томми в Джексоне, Вайоминг, и забыть о пункте назначения; Элли говорит, что после всего, через что они прошли, она хочет закончить их путешествие. Позже Джоэл рассказывает о своей попытке самоубийства после смерти Сары и просит Элли рассказать несколько шуток. Они попадают в засаду солдат «Цикад», которые захватывают Элли и вырубают Джоэла.
После того как Джоэл приходит в себя в больнице, Марлин объясняет, что хирурги готовят Элли к операции. Им нужно извлечь находящийся в её мозге кордицепс, который производит вещество, сообщающее внешнему попадающему в организм кордицепсу, что она уже заражена, тем самым давая ей иммунитет. Эта процедура приведёт её к смерти. Марлин приказывает двум солдатам вывести Джоэла из больницы; Джоэл обезвреживает и убивает двух солдат и забирает одну из их винтовок. Он добирается до операционной, убив по пути большинство солдат «Цикад» и ведущего хирурга, собиравшегося оперировать Элли. Он забирает находящуюся под наркозом Элли и уходит из больницы.
Марлин перехватывает их в гараже, заявляя, что у Джоэла ещё есть время поступить правильно, но он стреляет и убивает её. При выезде из города просыпается Элли и спрашивает Джоэла, что случилось. Джоэл лжёт ей, говоря, что «Цикады» нашли других людей с иммунитетом, но не смогли разработать лекарство, и он быстро уехал с Элли, так как больница подверглась нападению мародёров. После того как их машина ломается, они пешком отправляются в Джексон. По пути Элли начинает испытывать вину, и, по её настоянию, Джоэл клянётся, что его история о «Цикадах» правдива; Элли отвечает: «Хорошо».

## Производство

### Разработка и сценарий
Сценарий к эпизоду написали авторы сериала «Одни из нас» Крейг Мейзин и Нил Дракманн, а его режиссёром стал Али Аббаси. Дракманн является автором и одним из режиссёров видеоигры, на которой основан сериал. В апреле 2021 года Аббаси был объявлен как один из режиссёров телесериала. Хоть Аббаси и был режиссёром эпизода, Мейзин подменял его, когда это было необходимо.
Мейзин и Дракманн всегда намеревались включить сцены Анны в «холодное начало» финальной серии; Мейзин чувствовал, что оно оказывало большее влияние после путешествия Элли, особенно после её действий в предыдущем эпизоде, и придавало больше контекста решению Марлин в конце эпизода:15:43. Мейзин назвал изображение Анны с ножом и Элли у неё на руках «самой ужасной пьетой матери и ребёнка, которую вы когда-либо видели». Дракманн выявил сходство между ложью Анны о том, когда её укусили, и ложью Джоэла о «Цикадах», а также то, что Марлин и Элли соответственно принимают эту ложь, так как альтернативы являются невыносимыми:25:18.
Мейзину понравилось сопоставление действий Джоэла при встрече с Элли (применение насилия путём наведения на неё пистолета) с его действиями в финальном эпизоде (применение насилия для спасения Элли). Дракманн и Мейзин являются фанатами «Непрощённого» (1992), боевика, где мало насилия до его завершения, что, по их мнению, нашло отражение в боевой сцене в «Ищи свет». Дракманн счёл эту сцену печальной, а не эпической, поскольку в ней больше говорится о защите Элли, чем об убийстве солдат, что отражено в музыке:49:46. Мейзин попробовал несколько вариантов музыки для эпизода, включая мрачные и насыщенные экшеном треки; в конечном счёте он выбрал «самую грустную» музыку Густаво Сантаолалья из игры:52:05. В игре эта музыка звучит, когда Джоэл выносит Элли из больницы; Мейзин определил, что эмоции Джоэла во время сражения и во время сцены побега в конечном счёте были одинаковыми:52:47.
Мейзин хотел представить сцену с жирафом похожей на сцену из игры, особенно для зрителей, незнакомых с игрой, поскольку он посчитал её «прекрасной». В игре Джоэл становится более уязвимым с Элли после того, как она даёт ему фотографию его дочери; Дракманн и Мейзин чувствовали, что этот момент не был достаточно приземлённым в телесериале, и заменили его на историю Джоэла о его попытке самоубийства, на которую они намекнули в третьем эпизоде:36:36. Финальная сцена с Марлин была воссоздана аналогично сцене из игры, включая варианты монтажа, поскольку Мейзин посчитал её мощной:56:14. Он был фанатом концовки игры и никогда не рассматривал возможность изменить её для сериала. По просьбе руководителей HBO для подготовки второго сезона была снята альтернативная концовка, в которой основное внимание было уделено лицу Джоэла, прежде чем следовать за ним и Элли на их пути к Джексону. Дракманн был против альтернативной концовки, а Мейзин во время монтажа счёл её «мягкой» в контексте, и она была удалена.

### Подбор актёров и персонажи
Эшли Джонсон, исполнительница роли Элли в видеоиграх, получила роль матери Элли, Анны, в этом эпизоде. Дракманн не смог раскрыть историю Анны в играх, но счёл важным включить её в сериал:7:20; после выхода игры он написал короткий рассказ об Анне, который позже предполагалось экранизировать в качестве анимационного короткометражного фильма или выпустить в качестве загружаемого контента, но «ничего не срослось». Мейзин посчитал историю «прекрасной» и расстраивающей, и он потребовал, чтобы её включили в сериал:3:39. Мейзин и Дракманн одновременно подумали о кастинге Джонсон; они сочли её включение важным из-за её отношений с играми. Аббаси сомневался насчёт работы с актёрами из игр (в предыдущем эпизоде он также работал с Троем Бейкером, исполнителем роли Джоэла в играх), поскольку опасался, что это могло выглядеть так, что их наняли только для привлечения внимания, но обнаружил, что они добавляли проекту аутентичности.
Джонсон расплакалась после того, как Дракманн отправил ей сообщение с предложением о роли. Она посмотрела некоторые выступления Рамзи, чтобы соответствовать её манерам в роли Анны, и она вдохновлялась своим оригинальным боевым стилем, когда она играла Элли, для своей сцены сражения с заражённым. Она смотрела видео естественных родов, чтобы подготовиться к роли, и воссоздала письмо Анны для Элли из игры и хранила его в кармане как напоминание о происхождении персонажа. Съёмочная группа рассматривала возможность одеть Анну в брюки, но сочла платье более логичным выбором; Джонсон чувствовала, что его яркие цвета отражают то, что персонаж «немного продолжает держаться за старый мир». Сцены с Джонсон снимались в течение четырёх дней. Она нервничала из-за того, что она работала над сериалом без Дракманна (он провёл несколько месяцев вдали от съёмочной площадки), поскольку это был один из первых случаев, когда она работала над проектом серии Last of Us без него, но он настаивал на том, чтобы она доверяла Мейзину.
Келси Андрис, исполнившая роль заражённой в начальной сцене, получила синяк под глазом во время съёмок сцены драки. Мерл Дэндридж, исполнительница роли Марлин в играх и телесериале, посчитала, что начальная сцена создала важный контекст для отношений между Марлин и Анной, и была счастлива снова работать бок о бок с Джонсон. Она пыталась забыть о своём выступлении в игре и сосредоточиться на контекстуальных различиях в сценах Марлин с Джоэлом, особенно отметив различия в сценарии и локации. Дэндридж плакала, записывая автоматическую замену диалога для эпизода, поскольку смерть Анны показалась ей такой эмоциональной. Ей «пришлось действительно нелегко» во время съёмок финальных сцен с Марлин, отчасти из-за переполняющих эмоций, вызванных решением героини и его последствиями. У Лоры Бэйли есть эпизодическая роль медсестры, того же персонажа, которого она играла в игре; позже она исполнила роль Эбби в The Last of Us Part II. Бэйли попросила, чтобы ей дали возможность появиться в сериале. По словам Мейзина, она заплакала, увидев съёмочную площадку в виде больницы.

### Съёмки
Надим Карслен выступил в качестве оператора эпизода. Съёмки проходили в окрестностях Гранд-Прери в начале-середине мая 2022 года; съёмочная группа искала по крайней мере 20—30 статистов для съёмок. Художник-постановщик Джон Пейно думал, что его команде потребуется создать декорации для больницы, но сцены были сняты на неиспользуемых этажах Больницы королевы Елизаветы II. Команда Пейно перекрасила больницу и придала ей вид старого здания, а также раскрасила фрески в педиатрическом крыле, чтобы соответствовать игре. Он добавил подсветку здания, чтобы «создать мрачную и унылую атмосферу» и продемонстрировать, что больница питается от портативных генераторов, а также пластиковые барьеры, чтобы отражать изоляцию от заражённых сразу после вспышки грибка.
Сцены с жирафами были созданы с помощью нескольких локаций, среди которых звуковая сцена для строительной площадки и платформа в Калгарийском зоопарке, где обитают три жирафа. Команда помогла смотрителям зоопарка установить хромакеи внутри вольера для создания визуальных эффектов; это делалось постепенно в течение полутора месяцев, чтобы жирафам было комфортно. Паскаль и Рамзи стояли на балконе в вольере, а смотрители зоопарка приучали жирафов к тому, что их кормят незнакомцы. Пейно назвал эту сцену «вероятно, самым сложным сочетанием [визуальных эффектов] сцены, декораций и локации, над которыми я работал».

## Восприятие

### Показ и рейтинги
Премьера эпизода состоялась на канале HBO 12 марта 2023 года, после чего был показан 50-минутный спецвыпуск, повествующий о производстве сериала. В первый вечер показа в США эпизод посмотрели 8,2 миллиона зрителей, в том числе на телевидении и на HBO Max, что на 75 % больше, чем у премьеры сериала. На телевидении эпизод посмотрели 1,04 миллиона зрителей.

### Реакция критиков
На сайте Rotten Tomatoes «Ищи свет» имеет рейтинг 81 % на основании 21 отзыва со средней оценкой 8,9/10. Критики высоко оценили химию между Паскалем и Рамзи. Несколько обозревателей высоко оценили способность Паскаля демонстрировать ужас, хрупкость и ярость. Ноэль Мюррей из The New York Times высоко оценил уникальное изображение Рамзи эмоционального состояния Элли, отметив, что она «явно погружена в свои собственные мысли, но никогда не остаётся полностью невосприимчивой». Дэвиду Коуту из The A.V. Club понравилась её трогательная заключительная речь, а Дэвид Симс из The Atlantic сказал, что он «безупречно передаёт подозрения Элли» в финальных сценах. Бернарду Бу из Den of Geek понравилось, что Джонсон была включена в сериал в роли Анны, а Брэдли Рассел из Total Film похвалил её за то, что она одновременно изображала «боли и материнский инстинкт».
Обозреватели высоко оценили режиссуру Аббаси и операторскую работу Карлсена. Коут из The A.V. Club особо выделил то, как показывали засаду «Цикад», и он положительно сравнил боевую сцену с видео игры от третьего лица. Даррен Муни из The Escapist похвалил решение Аббаси вести съёмку экшн-сцены с точки зрения Джоэла, сделав её более жестокой и тревожной. Рафаэль Мотамайор из /Film похвалил использование практичных декораций в военно-медицинском лагере, но визуальные эффекты в сцене с жирафом посчитал невпечатляющими. Партитура Сантаолалья получила высокую оценку, особенно за скорбную музыку во время экшн-сцены; Рассел из «Total Film» назвал музыку из этой сцены одной из самых сильных в сезоне и похвалил нарастающее напряжение финального трека.
Муни из The Escapist описал эпизод как пример «мастерства в повествовании», сославшись на его двусмысленный финал и непроницаемых персонажей. Несколько обозревателей сочли сцену с жирафом трогательной и приятной, а начальную сцену эффективной в своём стремлении передать послание. Мюррей из The New York Times похвалил хрупкость Элли в её начальных сценах, а Рассел из Total Film наслаждался уязвимостью, изображённой в её отношениях с Джоэлом. Бу из Den of Geek посчитал «убийственная ярость Джоэла… [была] чертовски близка к совершенству» в качестве арки персонажа, которая выстраивалась на протяжении всего сезона; Аарон Бейн из Push Square похвалил достоверность жестокости сцены, хотя Сэм Адамс из Slate считал, что Джоэл обладал внезапной неуязвимостью. Лоррейн Али из Los Angeles Times сочла эпизод поспешным; Бейн из Push Square чувствовал, что темп привёл к меньшему эмоциональному эффекту, чем игра. Бу из Den of Geek посетовал на то, что отсутствовала финальная экшн-сцена против заражённых, но Том Чанг из Bleeding Cool счёл её отсутствие как улучшение.